# 标志
标志、標識或徽标是企業、組織、個人等用作識別的一種圖像、符號或象徵物。

## 語源
希臘語：→拉丁語：→法語、英語：。

### 详述
「logotype」在印刷術語是「單語（logo-）活字（type）」意思，例如「on、if、an、the......」等簡短語詞鑄為一個活字，類似「連字」（ligature，如æ）、「語標」（logogram，如$）的概念，因此又譯作「合成字體」並衍生出「文字標識」的意涵，商業化即「文字商標」（wordmark）。
而「logo」本是「logotype」縮寫，後用來指文字與圖像的標記，常視為商標或品牌的同義詞。
日本習慣上採「logo」原義「文字標識」細分，另創和製英語「logomark」強調其文字及圖形組合，惟實際使用依然簡稱「logo」。

## 例子

（从上到下）LibreOffice，IBM 和国际度量衡局

阿迪达斯
维基百科
谷歌
微軟